# Aleksandr Pucko
Aleksandr Aleksandrovič Pucko (in russo Александр Александрович Пуцко?; Uneča, 24 febbraio 1993) è un calciatore russo, difensore dell'Arsenal Tula.